# Svultentjärnarna (Älvdalens socken, Dalarna)
Svultentjärnarna är en sjö i Älvdalens kommun i Dalarna och ingår i Dalälvens huvudavrinningsområde.